# Batté Centre
Batté Centre (auch: Baté Centre, Bathé Centre) ist ein Dorf in der Landgemeinde Tarka in Niger.

## Geographie
Das Dorf liegt rund 33 Kilometer nordwestlich des Hauptorts Belbédji der Landgemeinde Tarka und des Departements Belbédji, das zur Region Zinder gehört. Eine Nachbarsiedlung von Batté Centre im Osten ist Batté Araban.
Batté Centre ist Teil der Übergangszone zwischen Sahara und Sahel. Die durchschnittliche jährliche Niederschlagsmenge beträgt hier zwischen 200 und 300 mm.

## Bevölkerung
Bei der Volkszählung 2012 hatte Batté Centre 221 Einwohner, die in 21 Haushalten lebten. Bei der Volkszählung 2001 betrug die Einwohnerzahl 379 in 69 Haushalten.
Die Bevölkerungsdichte in diesem Gebiet ist gering und liegt bei unter 10 Einwohnern je Quadratkilometer.

## Wirtschaft und Infrastruktur
In Batté Centre befindet sich ein Nebenzentrum des Centre de Multiplication du Bétail (CMB), einer dem Landwirtschaftsministerium unterstehenden Einrichtung für die Vermehrung des Viehbestands in Niger. Es erstreckt sich über eine Fläche von 33.000 Hektar und ist damit das flächenmäßig zweitgrößte CMB-Areal nach jenem in Ibécétane. Weitere CMB-Stationen befinden sich in Daréki, Facoranch, Maradi, Sayam und Toukounous. Das Nebenzentrum in Batté Centre ist auf die Zucht der Zebu-Rassen Azawak und Bororo spezialisiert.
Batté Centre liegt in einem Gebiet der Naturweidewirtschaft, wobei vor allem die Rinder- und Schafzucht wirtschaftlich bedeutend sind und in das ackerbauliche Aktivitäten aus dem Süden vordringen. Es gibt eine Schule in der Siedlung. Das nigrische Unterrichtsministerium richtete 1996 gemeinsam mit dem Welternährungsprogramm der Vereinten Nationen zahlreiche Schulkantinen in von Ernährungsunsicherheit betroffenen Zonen ein, darunter eine für Nomadenkinder in Batté Centre.